# Phaseolus amblyosepalus
Phaseolus amblyosepalus là một loài thực vật có hoa trong họ Đậu. Loài này được (Piper) C.V.Morton miêu tả khoa học đầu tiên.